# Whistler Olympic Park Ski Jumps
Die Whistler Olympic Park Ski Jumps sind vier Skisprungschanzen im Callaghan Valley in der Nähe der Stadt Whistler in Kanada, die für die Skisprungwettbewerbe bei den Olympischen Winterspielen 2010 in Vancouver gebaut wurden.
Auf der Großschanze wurde in der Saison 2008/09 als Generalprobe für die olympischen Wettkämpfe ein Weltcup-Springen ausgetragen. Den aktuellen Schanzenrekord hält Gregor Schlierenzauer mit 149 m, die er am 25. Januar 2009 sprang. Der Finne Ville Larinto sprang zuvor ebenfalls auf 149 m, konnte den Sprung aber nicht stehen.

## Geschichte

### Vergabe von Olympia und Bau (2003–2007)
2003 wurden die Olympischen Winterspiele 2010 nach Vancouver vergeben. Für die Skisprungwettbewerbe sollten in Whistler eine Groß- und eine Normalschanze entstehen.
Die Bauarbeiten für die beiden olympischen Schanzen begannen im April 2004, am 15. Dezember 2007 wurden sie offiziell eröffnet. Beide Schanzen sind nicht mit Matten belegt.
Das gesamte Nordische Zentrum, zu dem auch das Biathlon- und Langlauf-Stadion gehören, kostete 65,8 Millionen $.

### Einweihung, Testwettbewerbe und Olympia (2007–2010)
Am 15. Dezember 2007 erfolgte die Einweihung der Schanzen. Ende Februar 2008 fanden dann die ersten FIS-Cups in Whistler statt, wenig später die ersten COCs. In der Saison 2008/2009 fanden dann die Testweltcups auf der Großschanze statt.
Höhepunkt waren die Olympischen Winterspiele 2010.

### Nach Olympia (seit 2010)
Nach Olympia wurden die Schanzen in der Saison 2010/2011 nicht genutzt. Am Ende der Saison 2011/2012 fand vom 23. März bis 1. April 2012 hier ein Trainingslager mit internationaler Beteiligung statt. Höhepunkt waren die Kanadischen Meisterschaften im Skispringen am 30. und 31. März 2012. Seitdem finden auf den Schanzen regelmäßig im Frühling die Kanadischen Meisterschaften (auch mit internationaler Beteiligung) statt.
Am 22. Januar 2014 wurden die Schanzen zum nationalen Trainingszentrum der kanadischen Skispringer und Nordischen Kombinierer ernannt. Außerdem wurden im Sommer 2014 zwei Jugendschanzen – eine K 38 und eine K 15 – gebaut. 2023 wird auf der Normalschanze die Junioren-WM stattfinden.

## Internationale Wettbewerbe
Genannt werden alle von der FIS organisierten Sprungwettbewerbe.
| Datum             | Sportart                      | Kategorie       | Schanze | 1. Platz                                                                          | 2. Platz                                                                  | 3. Platz                                                               |
| ----------------- | ----------------------------- | --------------- | ------- | --------------------------------------------------------------------------------- | ------------------------------------------------------------------------- | ---------------------------------------------------------------------- |
| 27. Februar 2008  | Skispringen, Männer           | FIS-Cup         | HS106   | Nicolas Fettner                                                                   | Markus Eggenhofer                                                         | Daniel Lackner                                                         |
| 28. Februar 2008  | Skispringen, Männer           | FIS-Cup         | HS106   | Markus Eggenhofer                                                                 | Nicolas Fettner                                                           | Daniel Lackner                                                         |
| 1. März 2008      | Skispringen, Männer           | Continental Cup | HS140   | Bastian Kaltenböck                                                                | Thomas Lobben                                                             | Stefan Thurnbichler                                                    |
| 2. März 2008      | Skispringen, Männer           | Continental Cup | HS140   | Martin Cikl                                                                       | Martin Höllwarth                                                          | Daniel Lackner                                                         |
| 17. Dezember 2008 | Skispringen, Frauen           | Continental Cup | HS106   | Maja Vtič                                                                         | Ulrike Gräßler                                                            | Anette Sagen                                                           |
| 17. Dezember 2008 | Nordische Kombination, Männer | Continental Cup | HS106   | Todd Lodwick                                                                      | Toni Englert                                                              | Steffen Tepel                                                          |
| 18. Dezember 2008 | Nordische Kombination, Männer | Continental Cup | HS106   | Tobias Kammerlander                                                               | Todd Lodwick                                                              | Matthias Menz                                                          |
| 18. Dezember 2008 | Skispringen, Frauen           | Continental Cup | HS106   | Anna Häfele                                                                       | Anette Sagen                                                              | Ulrike Gräßler                                                         |
| 16. Januar 2009   | Nordische Kombination, Männer | Weltcup         | HS140   | Bill Demong                                                                       | Anssi Koivuranta                                                          | Björn Kircheisen                                                       |
| 17. Januar 2009   | Nordische Kombination, Männer | Weltcup         | HS140   | Magnus Moan                                                                       | Björn Kircheisen                                                          | Bill Demong                                                            |
| 24. Januar 2009   | Skispringen, Männer           | Weltcup         | HS140   | Gregor Schlierenzauer                                                             | Wolfgang Loitzl                                                           | Matti Hautamäki                                                        |
| 25. Januar 2009   | Skispringen, Männer           | Weltcup         | HS140   | Gregor Schlierenzauer                                                             | Thomas Morgenstern                                                        | Ville Larinto                                                          |
| 13. Februar 2010  | Skispringen, Männer           | Olympia         | HS106   | Simon Ammann                                                                      | Adam Małysz                                                               | Gregor Schlierenzauer                                                  |
| 14. Februar 2010  | Nordische Kombination, Männer | Olympia         | HS106   | Jason Lamy Chappuis                                                               | Johnny Spillane                                                           | Alessandro Pittin                                                      |
| 20. Februar 2010  | Skispringen, Männer           | Olympia         | HS140   | Simon Ammann                                                                      | Adam Małysz                                                               | Gregor Schlierenzauer                                                  |
| 22. Februar 2010  | Skispringen, Männer           | Olympia         | HS140   | ÖsterreichWolfgang Loitzl Andreas Kofler Thomas Morgenstern Gregor Schlierenzauer | DeutschlandMichael Neumayer Andreas Wank Martin Schmitt Michael Uhrmann   | NorwegenAnders Bardal Tom Hilde Johan Remen Evensen Anders Jacobsen    |
| 23. Februar 2010  | Nordische Kombination, Männer | Olympia         | HS140   | ÖsterreichBernhard Gruber David Kreiner Felix Gottwald Mario Stecher              | Vereinigte StaatenBrett Camerota Todd Lodwick Johnny Spillane Bill Demong | DeutschlandJohannes Rydzek Tino Edelmann Eric Frenzel Björn Kircheisen |
| 25. Februar 2010  | Nordische Kombination, Männer | Olympia         | HS140   | Bill Demong                                                                       | Johnny Spillane                                                           | Bernhard Gruber                                                        |
| 6. Februar 2016   | Skispringen, Männer           | FIS-Cup         | HS106   | Jakub Kot                                                                         | AJ Brown                                                                  | Joshua Maurer                                                          |
| 6. Februar 2016   | Skispringen, Frauen           | FIS-Rennen      | HS106   | Eleora Hamming                                                                    | Natasha Bodnarchuk                                                        | Abigail Strate                                                         |
| 6. Februar 2016   | Skispringen, Männer           | FIS-Rennen      | HS106   | Jakub Kot                                                                         | Knut Jokerud Strand                                                       | Stian Andre Skinnes                                                    |
| 7. Februar 2016   | Skispringen, Männer           | FIS-Cup         | HS106   | Jakub Kot                                                                         | AJ Brown                                                                  | Stian Andre Skinnes                                                    |
| 7. Dezember 2017  | Skispringen, Frauen           | FIS-Cup         | HS104   | Abigail Strate                                                                    | Natalie Eilers                                                            | Atsuko Tanaka                                                          |
| 7. Dezember 2017  | Skispringen, Männer           | FIS-Cup         | HS104   | Elias Tollinger                                                                   | Nejc Dežman                                                               | Florian Altenburger                                                    |
| 8. Dezember 2017  | Skispringen, Frauen           | FIS-Cup         | HS104   | Abigail Strate                                                                    | Atsuko Tanaka                                                             | Park Guy-lim                                                           |
| 8. Dezember 2017  | Skispringen, Männer           | FIS-Cup         | HS104   | Nejc Dežman                                                                       | Martin Hamann                                                             | Andreas Wank                                                           |
| 9. Dezember 2017  | Skispringen, Männer           | Continental Cup | HS104   | Tomasz Pilch                                                                      | Philipp Aschenwald                                                        | Marius Lindvik                                                         |
| 10. Dezember 2017 | Skispringen, Männer           | Continental Cup | HS104   | Andreas Wank                                                                      | Jonathan Learoyd                                                          | Žiga Jelar                                                             |

## Technische Daten
Großschanze:
| Whistler Olympic Park Ski Jumps | Whistler Olympic Park Ski Jumps |
| Anlauf                          | Anlauf                          |
| ------------------------------- | ------------------------------- |
| Anlauflänge                     | 101,24 m                        |
| Neigung des Anlaufs (γ)         | 35,0°                           |
| Anlaufgeschwindigkeit           | 96,0 km/h                       |
| Schanzentisch                   |                                 |
| Tischhöhe                       | 3,10 m                          |
| Tischlänge                      | 6,60 m                          |
| Neigung des Schanzentisches (α) | 11,3°                           |
| Aufsprung                       |                                 |
| Hillsize                        | 142 m                           |
| Konstruktionspunkt              | 125 m                           |
| K-Punkt Neigungswinkel (β)      | 35,0°                           |

Entwicklung des Schanzenrekordes auf der Großschanze:
| Datum            | Name                  | Weite   |
| ---------------- | --------------------- | ------- |
| 4. Januar 2008   | Stefan Read           | 133,0 m |
| 29. Februar 2008 | Robert Johansson      | 139,0 m |
| 29. Februar 2008 | Guido Landert         | 140,5 m |
| 15. Januar 2009  | Anssi Koivuranta      | 140,5 m |
| 24. Januar 2009  | Gregor Schlierenzauer | 142,0 m |
| 25. Januar 2009  | Simon Ammann          | 142,0 m |
| 25. Januar 2009  | Gregor Schlierenzauer | 149,0 m |

Normalschanze:
| Whistler Olympic Park Ski Jumps            | Whistler Olympic Park Ski Jumps |
| Anlauf                                     | Anlauf                          |
| ------------------------------------------ | ------------------------------- |
| Anlauflänge                                | 90,88 m                         |
| Neigung des Anlaufs (γ)                    | 35,0°                           |
| Anlaufgeschwindigkeit                      | 88,6 km/h                       |
| Schanzentisch                              |                                 |
| Tischhöhe                                  | 2,38 m                          |
| Tischlänge                                 | 6,10 m                          |
| Neigung des Schanzentisches (α)            | 11,0°                           |
| Aufsprung                                  |                                 |
| Hillsize                                   | 104 m                           |
| Konstruktionspunkt                         | 95 m                            |
| Höhendifferenz Tischkante bis K-Punkt (h)  | 45,55 m                         |
| Längendifferenz Tischkante bis K-Punkt (n) | 82,38 m                         |
| Verhältnis Höhen- zu Längendifferenz (h/n) | 0,550                           |
| K-Punkt Neigungswinkel (β)                 | 34,0°                           |
| Auslauf                                    |                                 |
| Länge des Auslaufs                         | 100 m                           |

Schanzenrekord (Damen)
- * 105,5 m  Lindsey Van 2008

Entwicklung des Schanzenrekordes auf der Normalschanze:
| Datum            | Name                  | Weite   |
| ---------------- | --------------------- | ------- |
| 8. Januar 2008   | Stefan Read           | 101,5 m |
| 27. Februar 2008 | Guido Landert         | 101,5 m |
| 28. Februar 2008 | Nicolas Fettner       | 102,5 m |
| 28. Februar 2008 | Stefan Kaiser         | 104,0 m |
| 28. Februar 2008 | Martin Höllwarth      | 104,0 m |
| 28. Februar 2008 | Guido Landert         | 105,0 m |
| 28. Februar 2008 | Markus Eggenhofer     | 105,0 m |
| 12. Februar 2010 | Gregor Schlierenzauer | 107,0 m |
| 13. Februar 2010 | Simon Ammann          | 108,0 m |